# 深海蜥魚

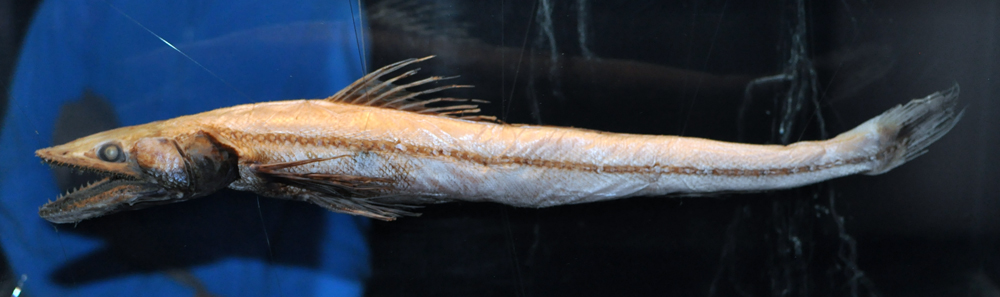

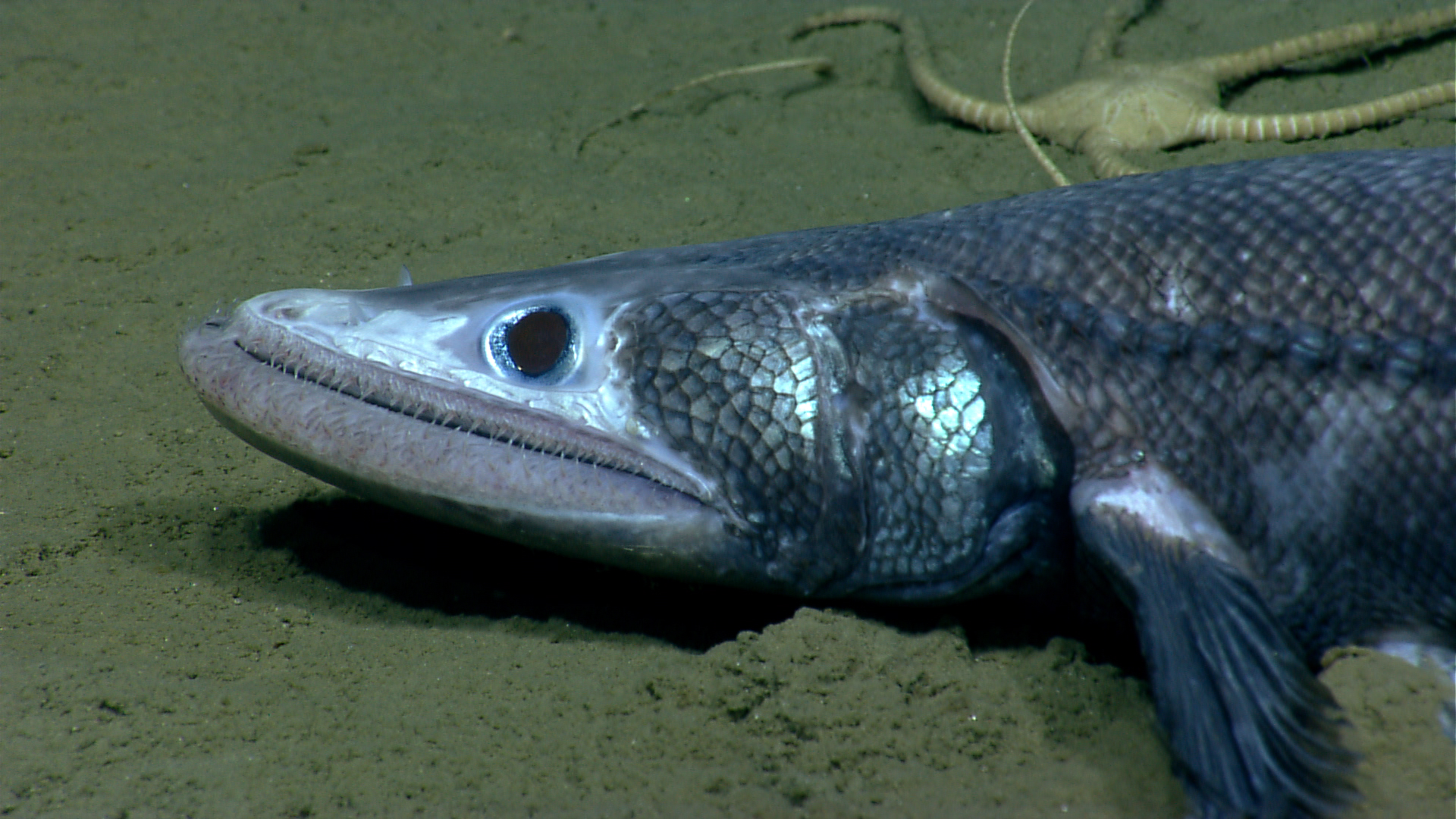
等待猎物的深海蜥魚

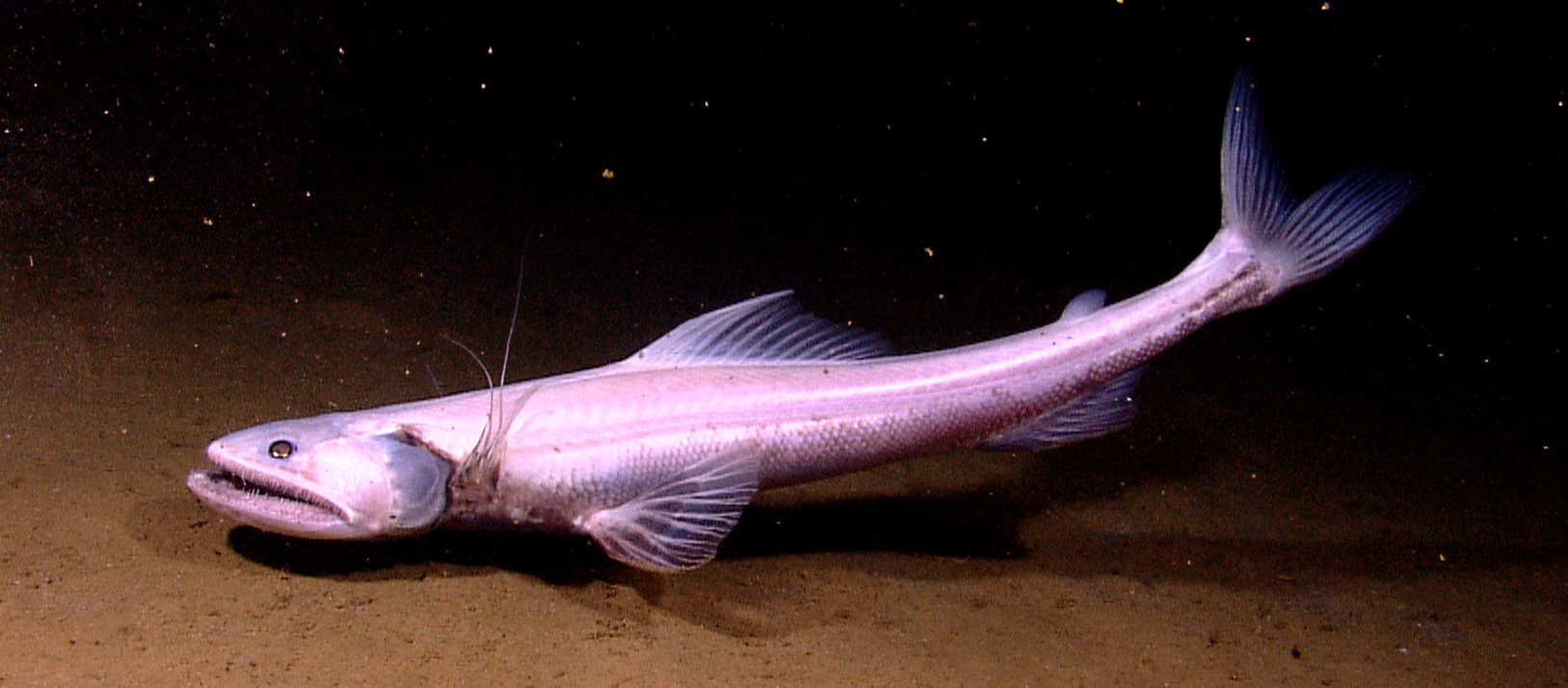
深海蜥魚

深海蜥魚（学名：Bathysaurus ferox）為輻鰭魚綱仙女魚目巨尾魚亞目深海蜥魚科的一種，分布於大西洋、南太平洋及印度洋海域，深度600-3500公尺，體長可達64公分，棲息在中層水域，屬肉食性，以魚類及磷蝦為食，生活習性不明。